# Graydon Oliver
Graydon Oliver (n. 15 de junio de 1978 en Miami, Estados Unidos) es un jugador de tenis estadounidense cuya especialidad es el juego de dobles. En esta modalidad ha conquistado 4 títulos de ATP en 8 finales disputadas y en 2005 alcanzó el puesto Nº29 del ranking de dobles.
Su última competición oficial fue el US Open de 2006 (aunque jugó de cara a la galería un Challenger en Ramat Hasharon, en julio de 2008). Después del 2005 tomó un trabajo en el sector financiero de una compañía de Texas.

## Títulos (4; 0+4)

### Dobles (4)
| Leyenda                |
| Grand Slam (0)         |
| Tennis Masters Cup (0) |
| ATP Masters Series (0) |
| ATP Tour (4)           |

| N.º | Fecha | Torneo       | Superficie | Pareja              | Oponentes en la final           | Resultado     |
| --- | ----- | ------------ | ---------- | ------------------- | ------------------------------- | ------------- |
| 1.  | 2002  | Hong Kong    | Dura       | Jan-Michael Gambill | Wayne Arthurs Andrew Kratzmann  | 6-72 6-4 7-64 |
| 2.  | 2004  | Pekín        | Dura       | Justin Gimelstob    | Alex Bogomolov, Jr. Taylor Dent | 4-6 6-4 7-66  |
| 3.  | 2004  | Bangkok      | Dura       | Justin Gimelstob    | Yves Allegro Roger Federer      | 5-7 6-4 6-4   |
| 4.  | 2005  | Indianapolis | Dura       | Paul Hanley         | Simon Aspelin Todd Perry        | 6-2 3-1 ab.   |